# Capoeta antalyensis
Capoeta antalyensis е вид лъчеперка от семейство Шаранови (Cyprinidae). Видът е уязвим и сериозно застрашен от изчезване.

## Разпространение и местообитание
Разпространен е в Турция.
Обитава сладководни басейни, заливи, реки и потоци.

## Описание
На дължина достигат до 23,6 cm.
Популацията на вида е намаляваща.